# Jaroslav Kentoš
Jaroslav Kentoš (ur. 14 maja 1974 w Vranovie nad Topľou) – słowacki piłkarz grający na pozycji środkowego obrońcy i trener piłkarski. Obecnie selekcjoner reprezentacji Słowacji do lat 21.